# Ringwall Bürg
Der Ringwall Bürg zeigt die Reste einer frühmittelalterlichen Ringwallanlage 400 m nordwestlich von Bürg, einem Gemeindeteil der niederbayerischen Stadt Vilsbiburg im Landkreis Landshut. Die Anlage wird als Bodendenkmal unter der Aktennummer D-2-7539-0071 im Bayernatlas als „frühmittelalterlicher Ringwall“ geführt.

## Beschreibung
Der Ringwall Bürg liegt oberhalb des Streunweinmüllerbachs, eines linken Zuflusses des Pfaffenbachs, der wieder in die Große Vils einmündet. Die einem unregelmäßigen Oval ähnelnde Anlage erstreckt sich auf 220 m in Ost-West-Richtung und 140 m in Nord-Süd-Richtung und wird von einem Wall umschlossen. Im Osten ist ein halbbogenförmig geführter Wall mit Außengraben vorgelegt, der beiderseits am äußeren Graben der eigentlichen Befestigung endet. Durch diese vorgelegte Befestigung entsteht ein sichelförmiger, bis zu 20 m breiter Innenraum. Die Anlage wird im Westteil durch einen jüngeren Hohlweg erheblich gestört, dieser setzt sich nach Osten fort und verlässt die Anlage durch ein ehemaliges Tor.